# سی‌جی‌ان‌تی-تی‌وی

سی‌جی‌ان‌تی-تی‌وی (به انگلیسی: CJNT-TV) یکی از کانال‌های تلویزیونی کانادا است که در مونترال از طریق ماهواره و نیز کابل قابل دریافت است.
کانال سی‌جی‌ان‌تی کانال ۶۲ تلویزیون کانادا بدون ماهواره و کانال ۱۴ از طریق ماهواره می‌باشد.
امواج تلویزیونی CJNT-TV با دریافت مستقیم ضعیف ولی از طریق ماهواره با کیفیت مناسب است.
این شبکهٔ تلویزیونی برنامه‌های فرهنگی به زبان‌های مختلف پخش می‌کند. سی‌جی‌ان‌تی-تی‌وی از معدود شبکه‌های تلویزیونی کانادا با اجرا در چند زبان است که برنامه‌های آن توسط مجری‌هایی از ملیت‌های مختلف که ساکن کانادا هستند اجرا می‌شود.
برنامهٔ مخصوص ایرانیان در کانال سی‌جی‌ان‌تی با نام پارس‌ویژن (ParsVision) است که هر شنبه ساعت ۸:۳۰ شب از تلویزیون مونترال پخش می‌شود و با ماهواره در سراسر کانادا قابل دسترسی است.